# Corail (Haïti)
Pour l’article homonyme, voir Corail (homonymie).

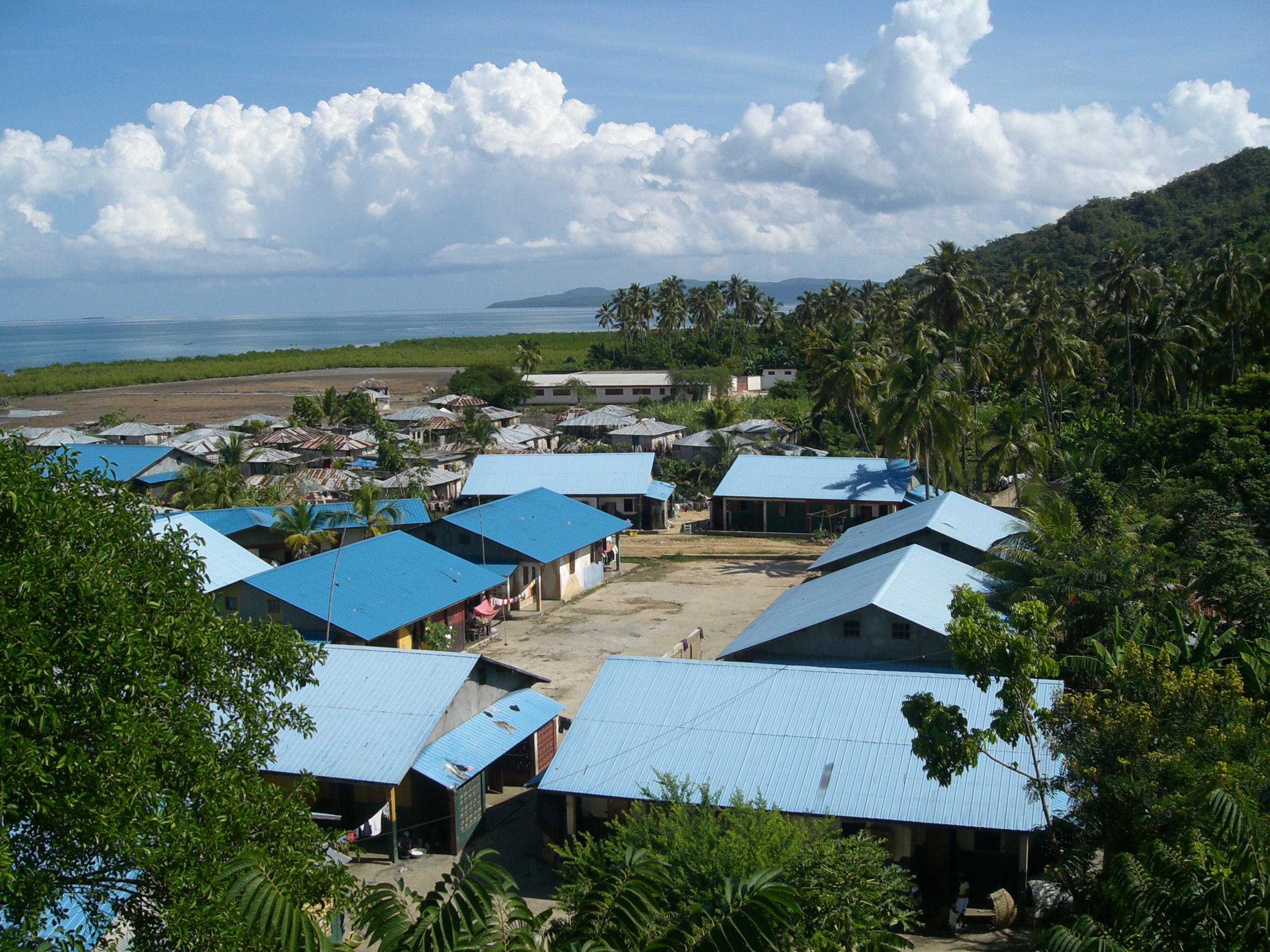
Nouveau quartier, Corail (2007)

Corail (Koray en créole haïtien) est une commune d'Haïti, située dans le département de Grand'Anse, et chef-lieu de l'arrondissement de Corail.

## Démographie
La commune est peuplée de 19 566 habitants(recensement par estimation de 2015).

## Histoire
La paroisse Saint-Pierre à Corail a été fondée en 1799.

## Administration
La commune est composée des sections communales de :
- Duquillon
- Fonds-d'Icaque
- Champy ( Patte-large)
- Chardonette
- Mouline

## Économie
L'économie locale repose sur la culture du cacao, du café, de la canne à sucre du manioc, de la pêche
La bauxite est extraite sur le territoire communal.

## Personnalités originaires
- Édouard Antonin Tardieu